# Green Lake (Ross-Insel)
Der Green Lake (englisch für Grüner See) ist einer der zahlreichen zugefrorenen kleinen Süßwasserseen unweit vom Kap Royds auf der antarktischen Ross-Insel. Der See liegt küstennah auf halber Strecke zwischen dem Pony Lake und dem Coast Lake. 
Benannt wurde er von Teilnehmern der Nimrod-Expedition (1907–1909) unter der Leitung des britischen Polarforschers Ernest Shackleton in Anlehnung an seine Grünfärbung.